# Guillaume Bochetel
Guillaume Bochetel seigneur de Sassy, Brouillamenon, Laforest-Thaumyer, (... – 1558) è stato un politico e diplomatico francese del Rinascimento, durante il regno di Francesco I e di Enrico II.

## Biografia
Nacque in una famiglia della regione dello Champagne a Reims. La famiglia si era trasferita a Berry quando il suo bisnonno aveva sposato Jean Bochetel, la sorella di Jacques Cœur, poi grande finanziere di re Carlo VII. I suoi genitori erano Bernardin Bochetel e Catherine Babouin, i suoi nonni paterni Francis e Marie Bochetel Pellorde. 
Sposò Mary Morvilliers, Signora del Sourdiere, ed ebbero:
- Bernardin che divenne vescovo di Rennes nel 1558 e abate di San Lorenzo Auxerrois
- Jacques, suo erede, che divenne un diplomatico eccezionale
- Marie, che sposò nel 1542  Claude de l'Aubespine, Signore di Hauterives, Barone di Châteauneuf-sur-Cher e Segretario di Stato.
- Jean
- Jeanne, che sposò Jacques Bourdin Segretario di Stato

I suoi figli ebbero gli stessi insegnanti dei figli del re, Jacques Amyot e Jacques Lefèvre d'Étaples. 
Nel 1540 acquistò, da Jean Courtois Breuilhamenon, il titolo e le terre a Plou nel Berry.
Guillaume morì nel 1558.
Iniziò la carriera con la carica di direttore alle gabelle a Berry.
Il 27 luglio 1518, il re Francesco I di Francia lo nominò notaio addetto alla camera del re, dove si distinse scrivendo, nel febbraio 1522, un'ordinanza che aveva a che fare con la dispersione dei soldati territoriali. Nel dicembre 1529, il re gli chiese di accompagnare il visconte di Turenne in Spagna per negoziare il suo terzo matrimonio con Eleonora d'Austria, sorella di Carlo V, vedova di re Manuel I del Portogallo.
Il 22 agosto 1530, il re lo nominò segretario delle finanze reali e gli affidò la carica di Segretario delle finanze reali due anni dopo. Nel maggio del 1535, partì da Calais, con l'ammiraglio Philippe Chabot per negoziati con l'Inghilterra. Nel 1537, fu inviato dal re a Leucate a negoziare la pace con l'imperatore Carlo V e accompagnò il re durante il suo viaggio in Piemonte nel 1538. 
Il 29 settembre 1542 divenne Cancelliere dell'Ordine di San Michele e nel 1546 fu negoziatore, concludendolo e firmandolo il 7 giugno, del trattato di Ardres con Enrico VIII.

## Opere
- Le sacre & coronement de la Royne imprimée par commandemet du Roy nostre Sire, Éditeur Geoffroy Tory. Paris 1530. Bibliothèque de l'institut National d'Histoire de l'art. Collection Doucet. Cote inventaire NUM 8 Res 599.
- L'Entree de la Royne en sa ville & cité de Paris imprimée par le commadement du Roy nostre Sire, Éditeur Geoffroy Tory. Paris 1531. Bibliothèque de l'Institut National d'Histoire de l'art. Collection Doucet. Coté inventaire NUM 8 Res 600.